# Nespereira (Cinfães)
Nespereira es una freguesia portuguesa del concelho de Cinfães, con 38,48 km² de superficie y 2.217 habitantes (2001). Su densidad de población es de 57,6 hab/km².